# Wiesbaden Phantoms
Wiesbaden Phantoms (Fantasmas de Wiesbaden) por motivos de patrocinio, es un equipo de fútbol americano de Wiesbaden, Hesse (Alemania).

## Historia
El equipo fue fundado en 1984, alcanzando el máximo nivel de competición en Alemania, la GFL, en 2010. 